# Тайшань (Гуандун)
Тайша́нь (кит. упр. 台山, пиньинь Táishān) — городской уезд городского округа Цзянмэнь провинции Гуандун (КНР).

## История
Во времена империи Мин в 1499 году из уезда Синьхуэй был выделен уезд Синьнин (新宁县). Во времена империи Цин в 1867 году из уезда Синьнин был выделен Чисиский комиссариат (赤溪厅), подчинённый напрямую властям провинции Гуандун. После Синьхайской революции в Китае была проведена реформа структуры административного деления, в ходе которой комиссариаты были упразднены, поэтому в 1912 году Чисиский комиссариат был преобразован в уезд Чиси (赤溪县). В 1914 году уезд Синьнин был переименован в Тайшань (台山县).
После вхождения этих мест в состав КНР уезды Чиси и Тайшань вошли в состав Специального района Юэчжун (粤中专区). В ноябре 1949 года на стыке уездов Кайпин и Тайшань был создан посёлок уездного уровня Саньбучжэнь (三埠镇). В 1952 году административное деление провинции Гуандун было изменено, и уезды вошли в состав Административного района Юэси (粤西行政区). В 1953 году уезд Чиси был присоединён к уезду Тайшань. В конце 1955 года было принято решение об упразднении административных районов, и с 1956 года уезд Тайшань вошёл в состав нового Специального района Фошань (佛山专区). В ноябре 1958 года Специальный район Фошань был переименован в Специальный район Гуанчжоу (广州专区), но уже в январе 1959 года ему было возвращено прежнее название.
В декабре 1959 года уезд перешёл в состав нового Специального района Цзянмэнь (江门专区). 2 апреля 1961 года Специальный район Цзянмэнь был переименован в Специальный район Чжаоцин (肇庆专区). В июне 1963 года уезд вернулся в состав Специального района Фошань.
В 1970 году Специальный район Фошань был переименован в Округ Фошань (佛山地区).
1 июня 1983 года округ Фошань был расформирован, и уезд вошёл в состав городского округа Цзянмэнь.
30 апреля 1992 года уезд Тайшань был преобразован в городской уезд.

## Административное деление
Городской уезд делится на 1 уличный комитет и 16 посёлков.

## Транспорт
В декабре 2024 года открылся Хуанмаохайский трансморской коридор, который соединил между собой посёлок Пинша городского округа Чжухай с посёлком Доушань городского уезда Тайшань; он представляет собой шестиполосную скоростную автомагистраль протяжённостью 31 км (трансморской участок коридора протяженностью около 14 км включает два главных моста). Фактически Хуанмаохайский коридор является западным продолжением моста Гонконг — Чжухай — Макао и связывает между собой Цзянмэнь, Чжухай, Макао и Гонконг.